# تسخیرناپذیران (فیلم ۱۹۷۱)
تسخیرناپذیران یا دزدان دریایی بالاکی (به انگلیسی: Blackie the Pirate) فیلمی محصول سال ۱۹۷۱ و به کارگردانی انزو جیکا است. در این فیلم بازیگرانی همچون ترنس هیل، جرج مارتین، سیلویا مونتی، باد اسپنسر، دیانا لوریس، مونیکا رندال، سال بورجزه، لوچانو پیگوتسی، کارلو رئالی و گوستاوو ری ایفای نقش کرده‌اند.
این فیلم را در ایران به نام مردان دریاییِ بالاکی نیز می‌شناسند، اما با نام تسخیرناپذیران دوبله و پخش شده‌است.